# 澤井悦郎
澤井 悦郎（さわい えつろう、1985年1月19日 - ）は、農学博士。大阪府出身。

## 来歴
2007年 近畿大学農学部水産学科卒業。
2009年 広島大学大学院生物圏科学研究科 博士課程前期修了。
2015年9月 広島大学大学院生物圏科学研究科 博士課程後期修了。
2015年10月 広島大学特別研究員（グローバルキャリアデザインセンター）。
2022年4月19日 海とくらしの史料館 特任マンボウ研究員。

## 著書
- マンボウのひみつ（2017年8月22日発行　岩波書店）
- マンボウは上を向いてねむるのか: マンボウ博士の水族館レポート（2019年10月21日発行　ポプラ社）